# In Camera
In Camera – brytyjska post punkowa grupa muzyczna założona przed 1980 w Londynie przez Jeffa Wilmotta (perkusja, fortepian), Pete'a Moore'a (gitara basowa), Andrew Graya (gitara, instrumenty klawiszowe) i Davida Steinera (śpiew, instrumenty klawiszowe). Nagrywała dla wytwórni 4AD.

## Historia
Grupa zwróciła na siebie uwagę Ivo Watts-Russella, kiedy występowała jako support zespołu Bauhaus. W roku 1980 grupa nagrała dla wytwórni 4AD singel Die Laughing (wydany w lipcu 1980) i EP-kę: IV Songs (wydaną w grudniu 1980). Oba wydawnictwa zostały określone przez prasę jako kopia Joy Division. W grudniu 1980 grupa nagrała EP-kę Fin na sesji Johna Peela, po czym w roku następnym rozpadła się. Andrew Gray w 1983 roku wstąpił do zespołu The Wolfgang Press. 
W roku 1991 muzycy In Camera wznowili działalność, aby zrealizować 4 nowe nagrania na kompilację 13 (Lucky For Some), wydaną w 3 wersjach w roku 1992.

## Dyskografia

### EP
- IV Songs (1980)[4]
- Fin (1982)[5]

### Single
- Final Achievement / Die Laughing (1980)[6]

### Kompilacje
- 13 (Lucky For Some) (1992)[7]